# Ilex chinensis
Ilex chinensis är en järneksväxtart som beskrevs av John Sims. Ilex chinensis ingår i släktet järnekar, och familjen järneksväxter. Inga underarter finns listade i Catalogue of Life.

## Bildgalleri

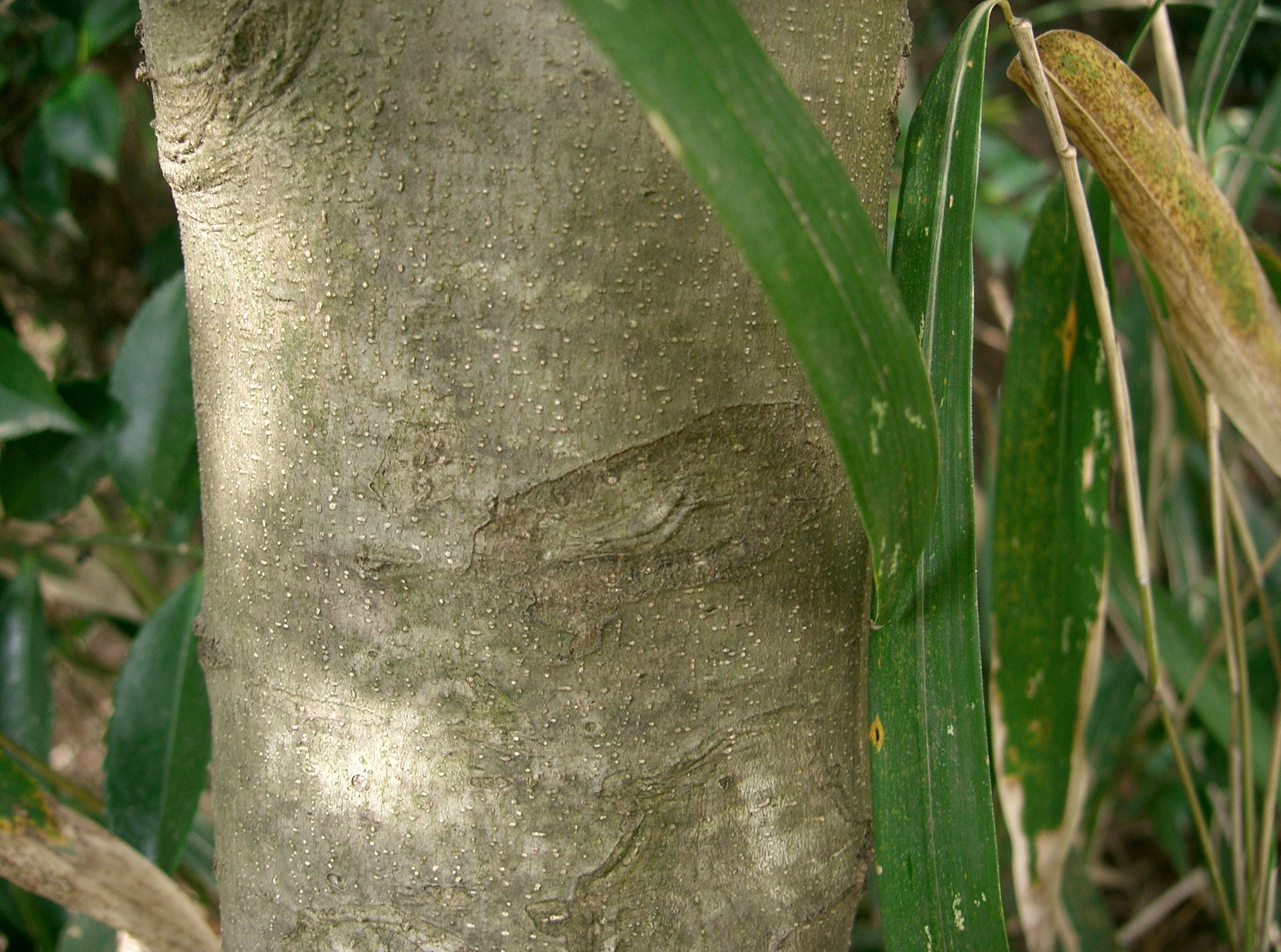
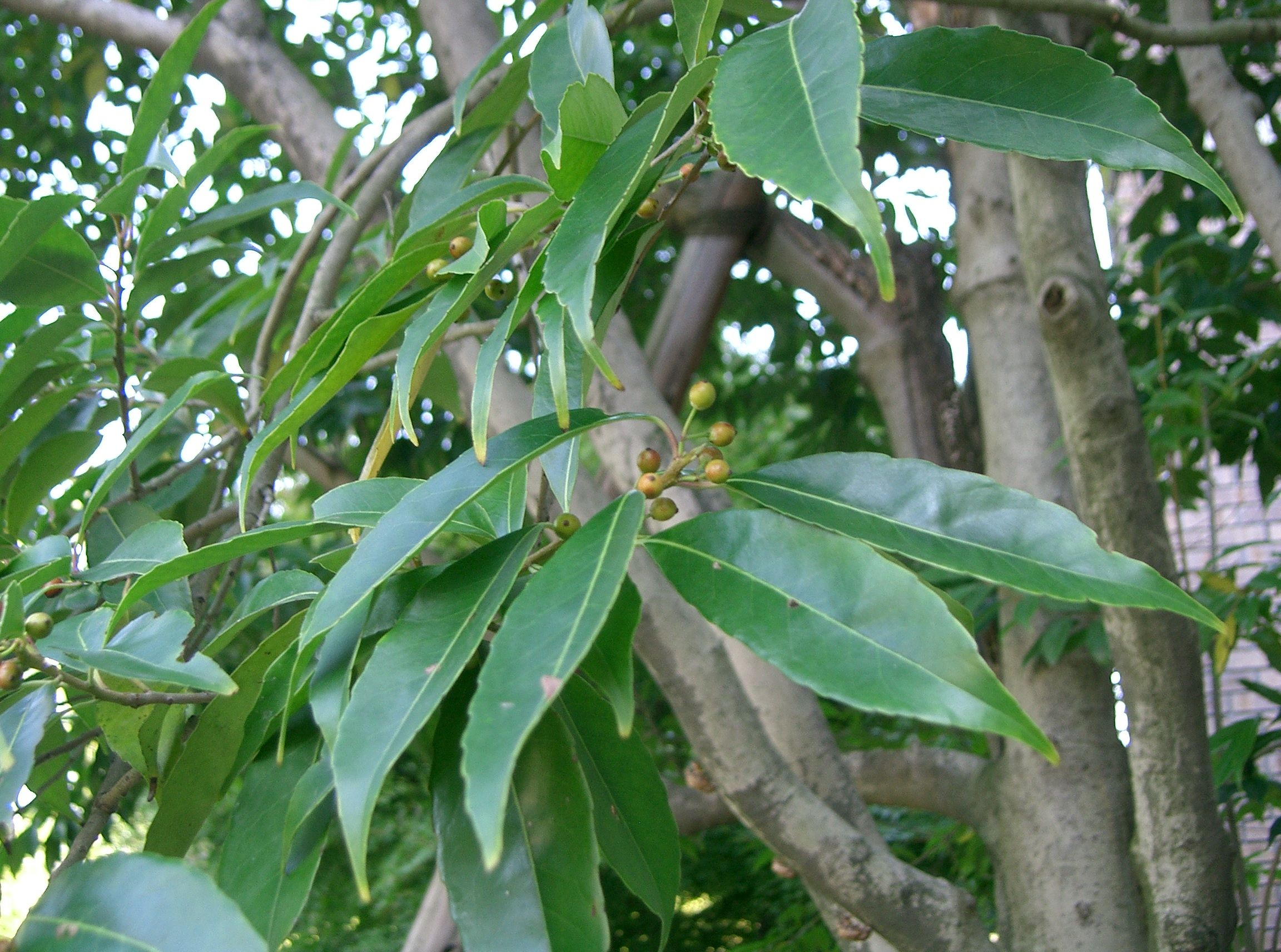
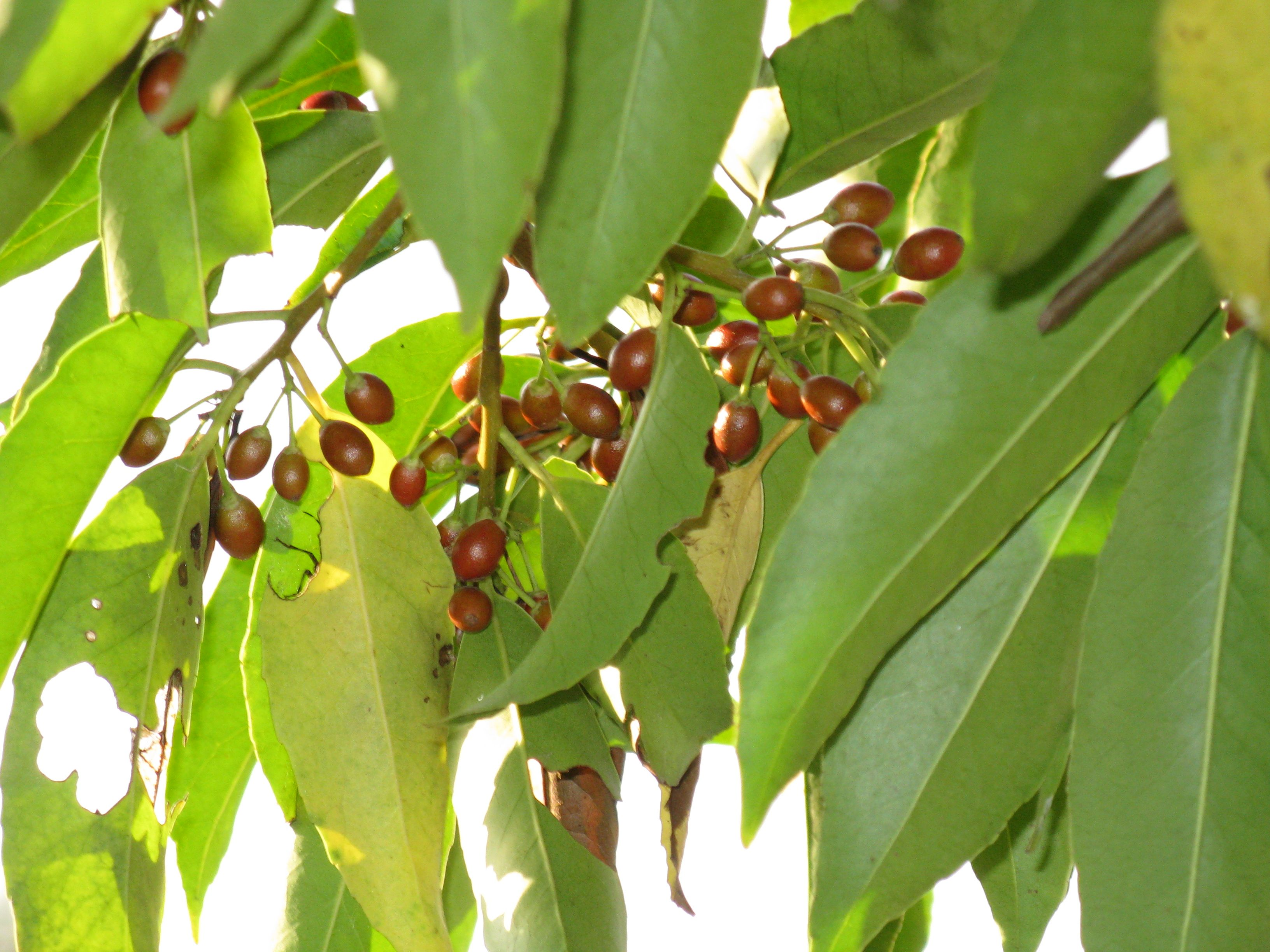